# 大霍納肯山
66°32′S 53°38′E / 66.533°S 53.633°E
大霍納肯山是南極洲的山峰，位於恩德比地，屬於內皮爾山脈的一部分，海拔高度1,970米，該山峰由挪威製圖師根據該國探險隊被繪入地圖。